# 777 Tower

777 Tower (à l'origine connu sous le nom de Citicorp Center et également connu sous le nom de Pelli Tower ) est un gratte-ciel de 221 mètres de haut et de 52 étages conçu par César Pelli et situé au 777 South Figueroa Street dans le quartier financier du centre - ville de Los Angeles, Californie .
Développé en 1991 par South Figueroa Plaza Associates sous le nom de Citicorp Plaza  le bâtiment propose une surface intérieure de 95 200 m2 et un hall en marbre italien de trois étages. L'extérieur est revêtu de métal blanc sculpté et de verre. La tour est adjacente au centre commercial FIGat7th, qui a ouvert en 1986 sous le nom de «Seventh Market Place» et comptait deux grands magasins: Bullock's et May Co .. Il a été racheté à Maguire Properties par le propriétaire actuel Brookfield Office Properties ,. Une photo de la tour en construction peut être vue depuis la 12e rue dans la comédie de 1989 Police Academy 6: City Under Siege. Il apparaît également dans la finale du film Espadon de 2001, où un hélicoptère Skyhook dépose un bus plein d'otages sur l'héliport.

## Occupants
- Groupe international américain
- Services d'assurance Brown & Riding
- Marsh et McLennan
- RBC Marchés des capitaux [4]
- Zurich [5]

## Prix
- 1993 LA Business Council : Meilleur immeuble commercial de grande hauteur
- 1994 LA Business Council : Prix de l'embellisement
- 1996 Building Owners and Managers Association : Gratte-ciel de l'année

## Les références
1. ↑  https://www.loc.gov/resource/pplot.13725/?sp=77
2. ↑  Leon Whiteson, « Pelli Stretches His Skin to New Heights », Los Angeles Times,‎ 8 avril 1990 (lire en ligne, consulté le 3 septembre 2010)
3. ↑  Roger Vincent, « New York firm soon to be downtown L.A.'s biggest landlord », Los Angeles Times,‎ 26 avril 2013 (lire en ligne, consulté le 28 avril 2013)
4. ↑  (en) « RBC Capital Markets », sur rbccm.com via Wikiwix (consulté le 22 novembre 2023).
5. ↑  Lawrence Aldava, « More Companies Relocating to Downtown LA », DTLA Rising,‎ 29 juin 2011 (lire en ligne, consulté le 1er septembre 2012)